# Museum am Ostwall

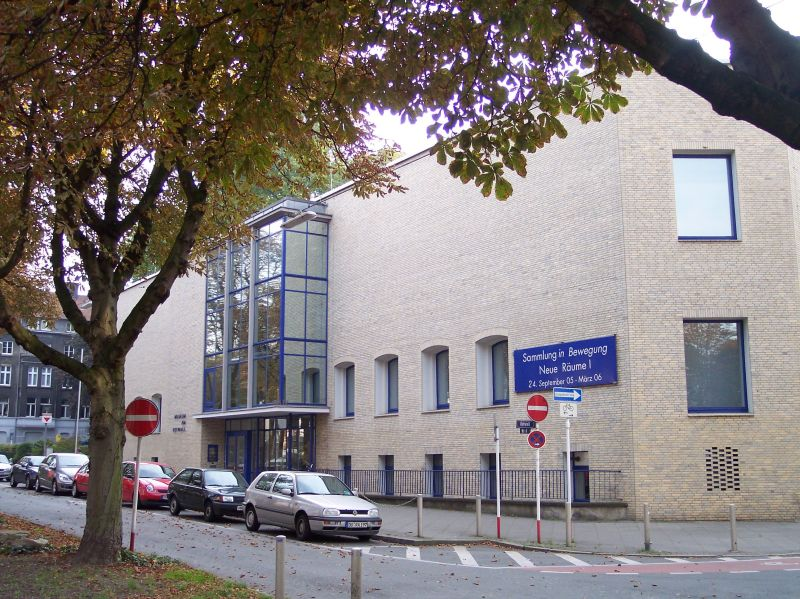
Le Museum am Ostwall

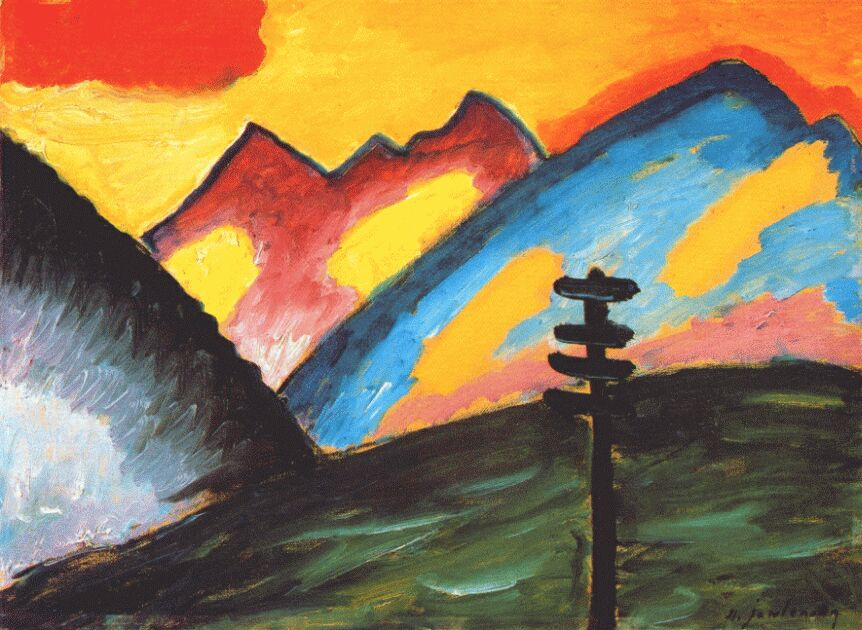
Alexej von Jawlensky, Einsamkeit (1912)

Le Museum am Ostwall est un musée d'art situé à Dortmund, en Allemagne. 

## Historique
Fondé en 1947, le musée est réservé à l'art moderne et contemporain et rassemble des peintures, des sculptures, des objets et des photographies du XXe siècle, des premiers Modernes jusqu'à notre époque.
En raison d'un manque d'espace dans le bâtiment d'origine, la construction d'annexes est en cours de discussion.
Le musée abrite la plus grande collection des œuvres du peintre Alexej von Jawlensky en Allemagne, ainsi que quelques réalisations des groupes expressionnistes Der Blaue Reiter et Die Brücke. Au début des années 1990, y furent ajoutés des milliers d'œuvres de Marcel Duchamp, Joseph Beuys, Nam June Paik, Wolf Vostell, Günther Uecker, ou Jean Tinguely.
Le musée présente également des expositions temporaires, telles que celle consacrée à Dominique De Beir en 2000.